# Mark Kirchner
Mark Kirchner, född 4 april 1970 i Neuhaus am Rennweg, är en tysk tidigare skidskytt.
Kirchner blev olympisk guldmedaljör på 10 kilometer vid vinterspelen 1992 i Albertville.